# 연세체
연세체는 연세대학교에서 공개한 글꼴이다. 연세 제목체, 연세 소제목체, 연세 로고체가 있다.